# 435 Ella
435 Ella је астероид главног астероидног појаса. Приближан пречник астероида је 41,49 km,
а средња удаљеност астероида од Сунца износи 2,449 астрономских јединица (АЈ).
Инклинација (нагиб) орбите у односу на раван еклиптике је 1,817 степени, а орбитални период износи 1400,420 дана (3,834 године). Ексцентрицитет орбите астероида износи 0,154.
Апсолутна магнитуда астероида износи 10,23 а геометријски албедо 0,083.
Астероид је откривен 11. септембра 1898. године.